# Templo da Honra e da Virtude
O Templo da Honra e da Virtude (em latim: Aedes Honor et Virtutis) foi um templo romano dedicado à Virtude e Honra do qual nada restou. Ele geralmente é citado em primeiro lugar nos catálogos regionais para a Regio I (Porta Capena) e ficava bem ao lado da Porta Capena, provavelmente do lado norte da Via Ápia. Em frente a ele estava o Altar de Fortuna Redux.

## História
Ele foi dedicado primeiro à Honra em 17 de julho de 234 a.C. por Fábio Máximo depois de sua vitória sobre os lígures. Depois da Batalha de Clastídio, em 222 a.C., Marco Cláudio Marcelo jurou dedicar o templo também à Virtude, um voto que ele renovou depois de capturar Siracusa. Em 208 a.C., ele próprio tentou cumprir seu juramente rededicando o templo existente já dedicado à Honra, mas o Colégio de pontífices proibiu-o, pois uma cela não poderia ser dedicada a dois deuses — se um prodígio ocorresse no local, não seria possível identificar a qual deus sacrifícios deveriam ser realizados em agradecimento. Por conta disto, Marcelo reformou o Templo da Honra e construiu uma nova cela do outro lado em homenagem à Virtude, tornando o templo existente em um templo duplo.
Este novo templo duplo foi dedicado pelo filho de Marcelo em 205 a.C. Ele abrigava diversos tesouros artísticos saqueados de Siracusa por Marcelo, embora a maioria já tivesse desaparecido na época de Lívio. O templo também abrigava a "Edícula das Camenas (aedicula Camenarum), o antigo santuário de bronze que se acreditava datar da época de Numa Pompílio e que foi depois levado para o Templo de Hércules e as Musas. O templo foi depois reformado por Vespasiano e decorado pelos artistas Cornélio Pino e Átio Prisco. Ele foi mencionado pela última vez nos catálogos regionais no século IV.